# Sandō

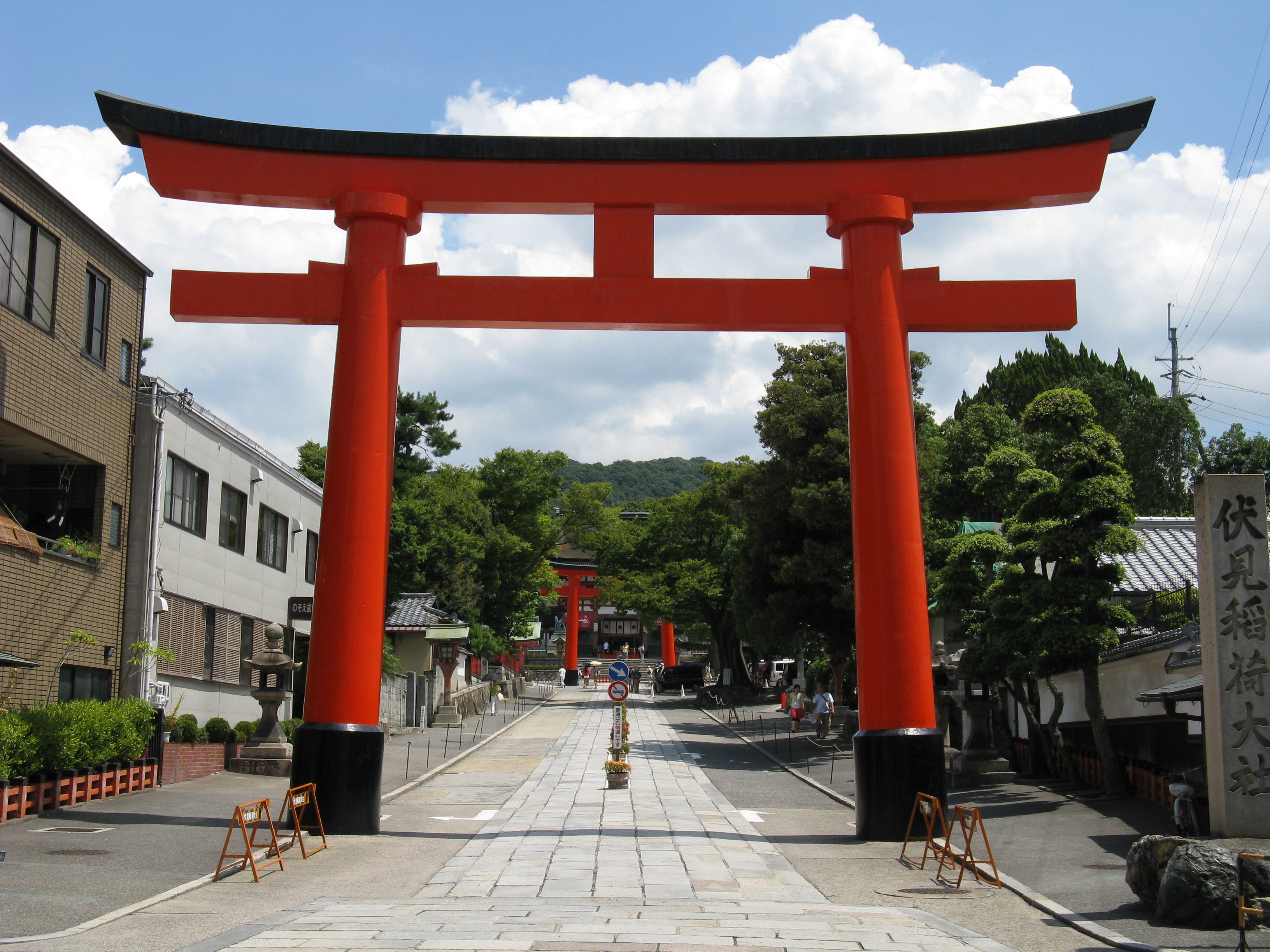
O sandō no Fushimi Inari Taisha, em Kyoto.

Na arquitectura japonesa, um sandō (参道, estrada de visita) é a estrada de acesso a um santuário xintoísta ou um templo budista.  O seu ponto de partida, no primeiro caso, é geralmente composto por um torii shinto, enquanto que no templo budista, era normalmente utilizado um sanmon budista, portões que figuravam no início do território do santuário ou templo. As lanternas japonesas designadas de tōrō e outras decorações complementam o espaço ao longo do percurso.
O sandō pode ser apelidado de omote-sandō (表参道, sandō frontal); se for a entrada principal, ou ura-sandō (里参道, sandō das traseiras), se for um ponto de acesso secundário. A famosa avenida Omotesando de Tóquio, por exemplo, tem o seu nome que deriva do caminho de acesso principal próximo ao Santuário Meiji.

## Galeria

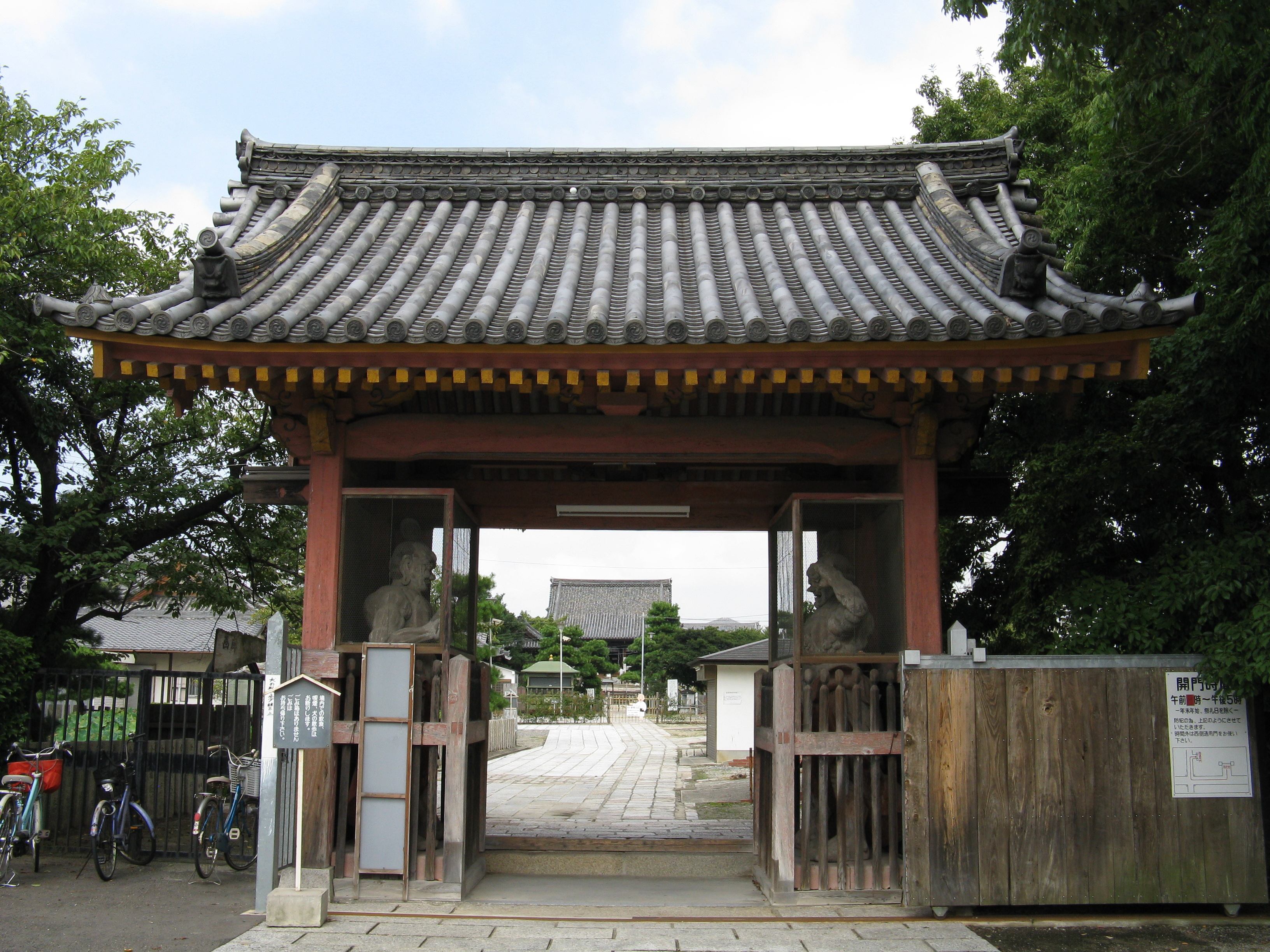
Um sandō budista
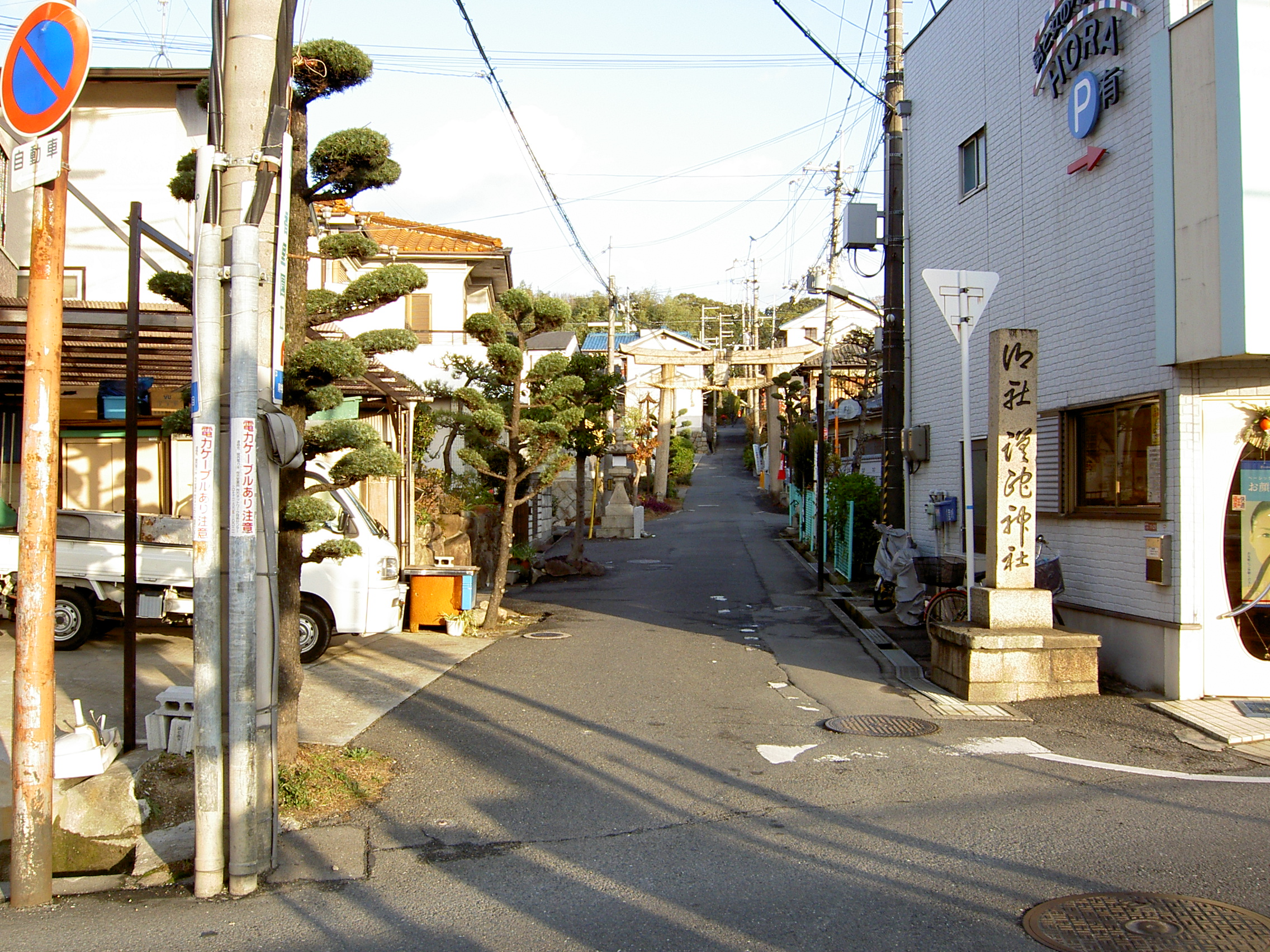
Um sandō em Osaka
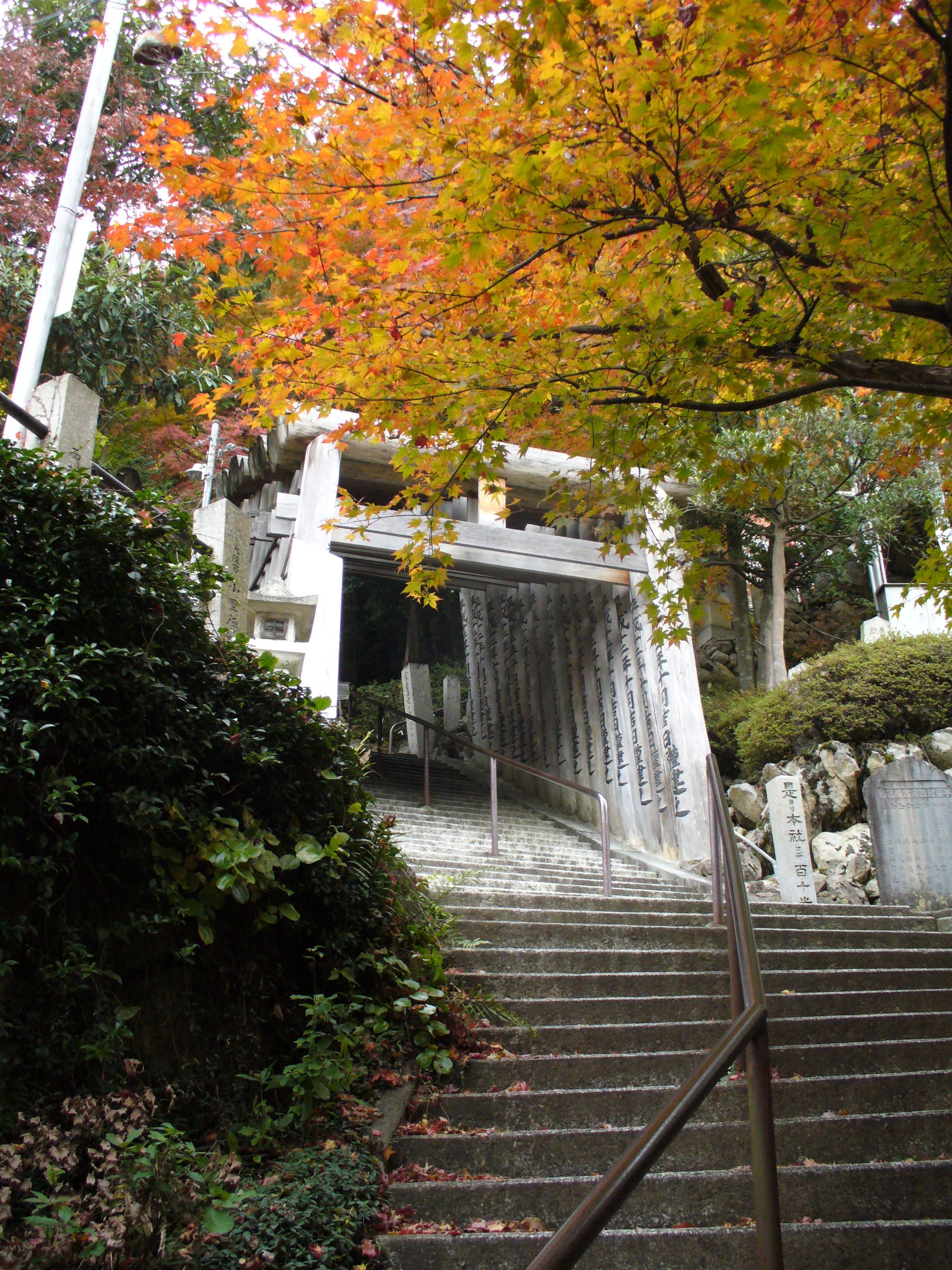
Um sandō com escadas
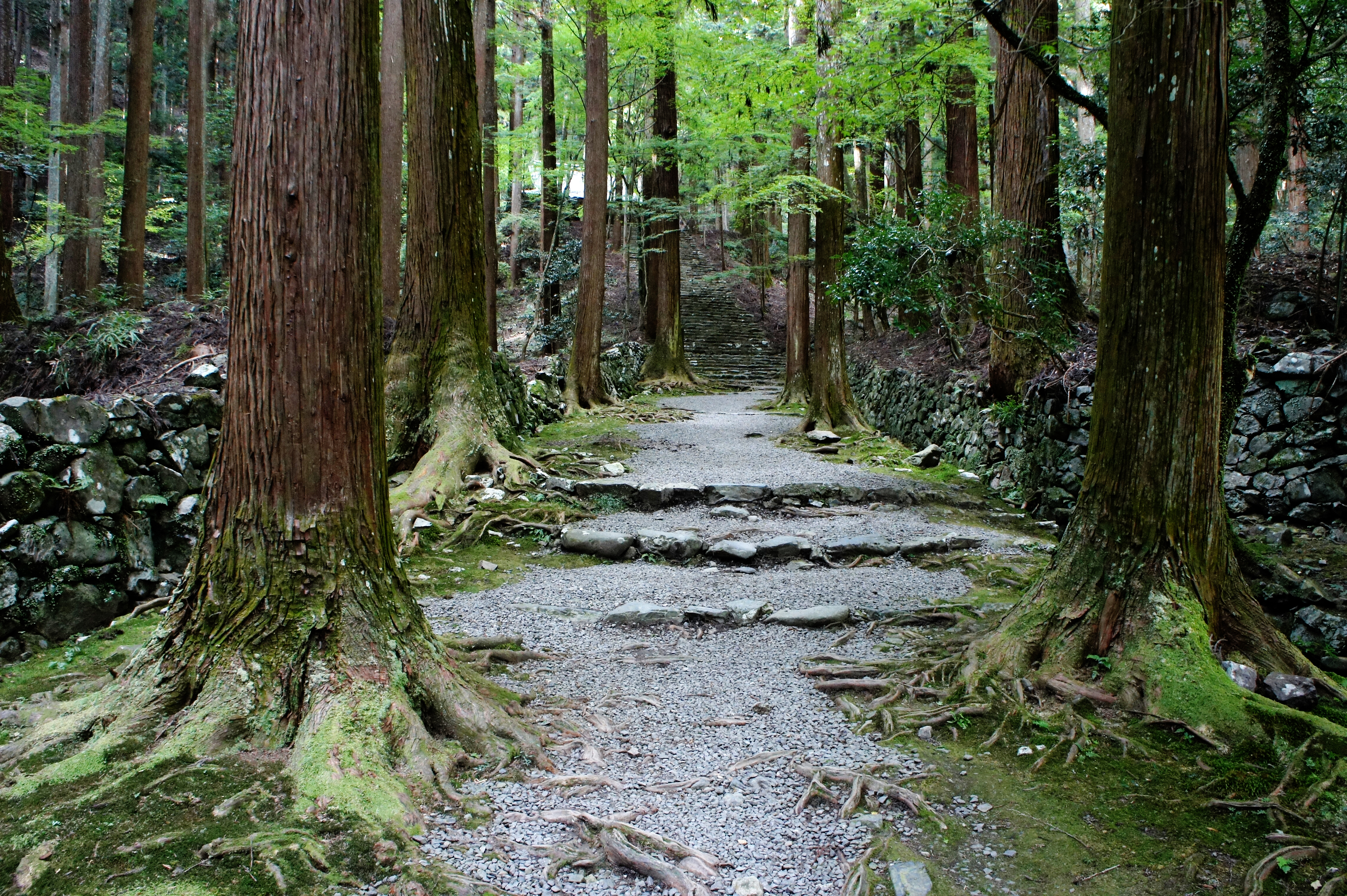
Um sandō em Kōzan-ji, Kyoto